# Acta Orthopaedica
Acta Orthopaedica är en fackvetenskaplig tidskrift inom ortopedi som ges ut av Informa Healthcare. Tidskriften grundades 1930 av en grupp skandinaviska ortopeder. Tidskriften publicerar originalforskningartiklar och litteratur inom området ortopedi. Tidskriftens ursprungliga syfte var att visa de nordiska ländernas enighet i forskningen kring ortopedi med kringliggande områden. Språken man använde från början var engelska, tyska och franska.
Acta Orthopaedica ägs av Nordisk ortopedisk förening och är en ideell tidskrift. Sedan 2005 är Acta en så kallad platinum Open Access-tidskrift, vilket innebär att artiklar publiceras utan några kostnader för författaren. Artiklarna presenteras i PubMed (abstract) med en länk till PubMedCentral där hela artikeln kan läsas.
Acta Orthopaedica presenterar originalartiklar av grundläggande forskningsintresse samt kliniska studier inom området ortopedi i vid bemärkelse.Artiklar som kräver omfattande utrymme, exempelvis monografier och avhandlingar publiceras som supplement, 4-6 per år. Under årens lopp har Acta Orthopaedica utkommit med mer än 350 supplement. Acta ger ut 6 nummer per år som distribueras till drygt 4000 prenumeranter världen över.

## Tidskriftens indexering
Allied and Complementary Medicine Library (Amed); ASCA (Automatic Subject Citation Alert); Biological Abstracts; Chemical Abstracts; Cumulative Index to Nursing and Allied Health Literature(CINAHL); Current Advances in Ecological and Environmental Sciences; Current Contents/Clinical Medicine; Current Contents/Life Sciences; Developmental Medicine and Child Neurology; Energy Research Abstracts; EMBASE/Excerpta Medica; Faxon Finder; Focus On: Sports Science & Medicine; Health Planning and Administration; Index Medicus/MEDLINE; Index to Dental Literature; Index Veterinarius; INIS Atomindex; Medical Documentation Service; Nuclear Science Abstracts (Ceased); Periodicals Scanned and Abstracted. Life Sciences Collection; Research Alert; Science Citation Index; SciSearch; SportSearch; Uncover Veterinary Bulletin.